# Barges (Górna Loara)
Barges – miejscowość i gmina we Francji, w regionie Owernia-Rodan-Alpy, w departamencie Górna Loara.
Według danych na rok 1990 gminę zamieszkiwało 105 osób, a gęstość zaludnienia wynosiła 15 osób/km² (wśród 1310 gmin Owernii Barges plasuje się na 738. miejscu pod względem liczby ludności, natomiast pod względem powierzchni na miejscu 923.).